# East Gull Lake
East Gull Lake – miasto w Stanach Zjednoczonych, w stanie Minnesota, w hrabstwie Cass.